# Goose Island Brewery
Goose Island Beer Company es una cervecería estadounidense de Chicago, Illinois que comenzó como un brewpub en 1988 en Lincoln Park, Chicago, y que lleva el nombre de una isla cercana. La cervecería de producción más grande se inauguró en 1995, y una segunda cervecería, en Wrigleyville, en 1999.
Sus cervezas se distribuyen en los Estados Unidos y el Reino Unido después de que una participación de la compañía fue vendida a Widmer Brothers Brewery en 2006 y la cervecería pudo expandirse a diferentes mercados. En 2011, Goose Island fue vendida al conglomerado Anheuser-Busch InBev. Greg Hall renunció como maestro cervecero con la compra de AB InBev en 2011; Brett Porter fue contratado como el nuevo maestro cervecero.